# Jaime King
Jaime King (Omaha, Nebraska, 1979. április 23. –) amerikai színésznő, modell.
Modellként 1993-ban, tizennégy éves korában fedezték fel, egyéb divatlapok mellett a Vogue, a Mademoiselle és a Harper's Bazaar oldalain is szerepelt. A 2000-es évek elején kezdett színészkedni, kisebb szerepeket vállalva. Első jelentősebb alakítása a Pearl Harbor – Égi háború (2001) című történelmi drámában volt, ezt követte a Golyóálló szerzetes (2003) című vígjáték főszerepe. Egyéb filmjei közt található a Sin City – A bűn városa (2005) és a Véres Valentin 3D (2009).
2011 és 2015 között a Szívek doktora című sorozat főszereplője volt. A klónok háborúja című animációs sorozatban a hangját kölcsönözte.

## Élete és pályafutása
1979. április 23-án született a nebraskai Omaha külvárosában, Nancy King egykori szépségkirálynő és Robert King lányaként. Van két nővére, Sandi és Barry és egy öccse, Robert (Robbie). King Lindsay Wagner karakteréről, Jaime Sommersről kapta a nevét. A karakter az 1970-es évekbeli The Bionic Woman című televíziós sorozatban szerepelt. King szülei 1994-ben elváltak. King a Nancy Bounds' Studios modelliskolába járt, és 1995-ben otthagyta a Westside High Schoolt, hogy New Yorkban folytathassa modellkarrierjét. Később beiratkozott a Nebraskai Egyetem által működtetett magántanulói programba.

## Filmográfia

### Film
| Év   | Magyar cím                                | Eredeti cím                   | Szerep                          | Magyar hang        |
| ---- | ----------------------------------------- | ----------------------------- | ------------------------------- | ------------------ |
| 2001 | Boldog kempingezők                        | Happy Campers                 | Pixel                           |                    |
| 2001 | Betépve                                   | Blow                          | Kristina Jung                   | Czető Zsanett      |
| 2001 | Pearl Harbor – Égi háború                 | Pearl Harbor                  | Betty Bayer nővér               | Gubás Gabi         |
| 2002 |                                           | Four Faces of God (rövidfilm) | Sam                             |                    |
| 2002 | Svihákok – A nyúl viszi a puskát          | Slackers                      | Angela Patton                   | Györfi Anna        |
| 2002 | Kovbojok és bolondok                      | Lone Star State of Mind       | Baby                            | Szávai Viktória    |
| 2003 | Golyóálló szerzetes                       | Bulletproof Monk              | Jade                            | Szénási Kata       |
| 2004 | Feketék fehéren                           | White Chicks                  | Heather Vandergeld              |                    |
| 2005 | A bosszú iskolája                         | Pretty Persuasion             | Kathy Joyce                     |                    |
| 2005 | Sin City – A bűn városa                   | Sin City                      | Goldie és Wendy (kettős szerep) | Kisfalvi Krisztina |
| 2005 | Pénz beszél                               | Two for the Money             | Alexandria                      |                    |
| 2005 | Tucatjával olcsóbb 2.                     | Cheaper by the Dozen 2        | Anne Murtaugh                   | Böhm Anita         |
| 2006 |                                           | True True Lie                 | Nathalie                        |                    |
| 2006 | Alibi – Ha hiszed, ha nem                 | The Alibi                     | Heather                         |                    |
| 2006 |                                           | The Tripper                   | Samantha                        |                    |
| 2007 | A szellemek havában                       | They Wait                     | Sarah                           |                    |
| 2008 | Spirit – A sikító város                   | The Spirit                    | Lorelei Rox                     | Sallai Nóra        |
| 2009 | Véres Valentin 3D                         | My Bloody Valentine 3D        | Sarah Palmer                    | Roatis Andrea      |
| 2009 | Fanboys – Rajongók háborúja               | Fanboys                       | Amber                           | Böhm Anita         |
| 2009 |                                           | A Fork in the Road            | April Rogers                    |                    |
| 2010 | Az örökkévalóságra várva (Örök várakozás) | Waiting for Forever           | Susan Donner                    |                    |
| 2010 | Anyák napja                               | Mother's Day                  | Beth Sohapi                     |                    |
| 2011 |                                           | The Break In (rövidfilm)      | filmrendező                     | –                  |
| 2011 |                                           | Latch Key (rövidfilm)         | forgatókönyvíró                 | –                  |
| 2012 | Red Tails: Különleges légiosztag          | Red Tails                     | Axis Mary (hangja)              |                    |
| 2012 | Csendes éj                                | Silent Night                  | Aubrey Bradimore                |                    |
| 2013 |                                           | The Pardon                    | Toni Jo Henry                   |                    |
| 2014 | Sin City: Ölni tudnál érte                | Sin City: A Dame to Kill For  | Goldie és Wendy (kettős szerep) | Bozó Andrea        |
| 2015 | Gyilkos gimi (Különösen veszélyes)        | Barely Lethal                 | Knight                          |                    |
| 2017 | Dög                                       | Bitch                         | Beth                            |                    |
| 2018 | Szupercella 2. – Hades                    | Escape Plan 2: Hades          | Abigail Ross                    | Bozó Andrea        |
| 2019 | Szupercella 3. – Az ördögverem            | Escape Plan: The Extractors   | Abigail Ross                    | Bozó Andrea        |
| 2019 |                                           | Ice Cream in the Cupboard     | Dr. Giselle Cohen               |                    |
| 2021 | Gyilkos ösvény                            | Out of Death                  | Shannon Mathers                 | Nemes Takách Kata  |
| 2022 | Fedőneve: Banshee                         | Code Name Banshee             | Banshee                         | Sallai Nóra        |

### Televízió
| Év        | Magyar cím        | Eredeti cím                           | Szerep                                          | Megjegyzések                             |
| --------- | ----------------- | ------------------------------------- | ----------------------------------------------- | ---------------------------------------- |
| 2004      |                   | Harry Green and Eugene                | Anna Marie                                      | próbaepizód (nem került adásba)          |
| 2005      | A narancsvidék    | The O.C.                              | Mary-Sue                                        | 1 epizód                                 |
| 2005–2006 |                   | Kitchen Confidential                  | Tanya                                           | főszereplő (13 epizód)                   |
| 2006      | A pánik hete      | The Worst Week of My Life             | Paige                                           | 1 epizód                                 |
| 2006–2007 |                   | The Class                             | Palmer                                          | visszatérő szereplő (6 epizód)           |
| 2008–2009 | Elvált Gary       | Gary Unmarried                        | Vanessa Flood                                   | főszereplő (13 epizód)                   |
| 2009      |                   | Tit for Tat                           | Jaime                                           | - 1 epizód - forgatókönyvíró és producer |
| 2009–2012 | A klónok háborúja | Star Wars: The Clone Wars             | több szereplő hangja                            | 7 epizód                                 |
| 2010      |                   | My Generation                         | Jackie Vachs                                    | főszereplő                               |
| 2011      | Zűrös szerelmek   | Love Bites                            | Amanda                                          | 1 epizód                                 |
| 2011–2015 | Szívek doktora    | Hart of Dixie                         | Lemon Breeland                                  | főszereplő                               |
| 2014      |                   | Comedy Bang! Bang!                    | Sheila Linter                                   | 1 epizód                                 |
| 2016      | Playback párbaj   | Lip Sync Battle                       | önmaga                                          | 1 epizód                                 |
| 2016      |                   | The Mistletoe Promise                 | Elise Donner                                    | Hallmark tévéfilm                        |
| 2016      | Robotcsirke       | Robot Chicken                         | Shani / Anita Radcliffe / Cleo de Nile (hangja) | 1 epizód                                 |
| 2018      |                   | Transformers: Power of the Primes     | Solus Prime (hangja)                            | minisorozat (5 epizód)                   |
| 2019–2021 | Fekete nyár       | Black Summer                          | Rose                                            | főszereplő (7 epizód)                    |
| 2023      |                   | Hoax: The Kidnapping of Sherri Papini | Sherri Papini                                   | tévéfilm                                 |

### Videóklipek
| Év   | Előadó            | Cím                |
| ---- | ----------------- | ------------------ |
| 1999 | Filter            | Take a Picture     |
| 2003 | Robbie Williams   | Sexed Up           |
| 2005 | Gavin DeGraw      | Chariot            |
| 2009 | The Fray          | Never Say Never    |
| 2010 | We Are The Fallen | Bury Me Alive      |
| 2012 | Lana Del Rey      | Summertime Sadness |
| 2021 | LP                | One Last Time      |

## Fordítás
- Ez a szócikk részben vagy egészben  a   Jaime King című angol Wikipédia-szócikk fordításán alapul.  Az eredeti cikk szerkesztőit annak laptörténete sorolja fel. Ez a jelzés csupán a megfogalmazás eredetét és a szerzői jogokat jelzi, nem szolgál a cikkben szereplő információk forrásmegjelöléseként.